# 転校生 (アニメ)
『転校生』（てんこうせい）は、1996年にピンクパイナップルが発売した15禁OVA作品（全4巻）。

## 作品概要
同社より発売の『同級生 夏の終わりに』（1994年）の成功を受けて製作された、『下級生 MY PRETTY CLASS STUDENT』に続く学園ものシリーズのひとつ。
海原（うなばら）学園に通う男性主人公・津久井と隣に引っ越して来た幼馴染みと名乗る同い年の女性主人公・葵との交流を軸に、新たな転校生やクラスメイトとの交流を描く。

## 登場人物
綾瀬 葵（あやせ あおい）
声優：三五美奈子
真一の隣に引っ越して来た幼馴染み。大学教授を父に持ち、海原学園に来た一人目の転校生であり主人公。
幼少時から真一の事を覚えていて、「しんちゃん」と呼んで好意を持つが、その仲はなかなか親展しない。
津久井 真一（つくい しんいち）
声優：上田裕司
私立海原学園2年の男性主人公。 少々楽天的でお調子者であり、聡志と共によく外で女子達をナンパしていたが、隣に引っ越して来た葵の出現で忘れていた昔の記憶の断片がよみがえって来る。
幼少体験から犬が苦手。旅行が趣味の両親（父：菅原淳一、母：田中敦子）を持つ。
藤野 真美（ふじの まみ）
声優：西原久美子
失恋がもとで自分に自信を失っている華道部の同級生。後にラクロス部にも入部する。
海老名 美伽（えびな みか）
声優：熊谷ニーナ
看護婦志願でアヤシイ関西言語を話すもう一人の幼馴染み。二人目の転校生。包帯姿の男性に心がときめく性癖を持つ。
葉山 麗香（はやま れいか）
声優：山田美穂
頼れる華道部部長。両親が海外赴任のため一人暮らしの先輩。三人目の転校生になる。人恋しい時はゲームセンターに行っている。
山下 聡志（やました さとし）
声優：岩永哲哉
真一の友人。葵に一目惚れし華道部に入部する。女の子の性格やプロフィールデーター集めが趣味。真一とよくプロレスゴッコをする。
剣崎 光太郎（けんざき こうたろう）
声優：古澤徹
華道部副部長で、華道の成績では全国二位の実力を持つ学生華道家。美男子で女子ファンが多く、葵を狙っている。
綾瀬 小百合（あやせ さゆり）
声優：定岡小百合
葵の祖母。自分の事を「小百合ちゃん」と呼んで欲しいらしい。
源五郎丸（げんごろうまる）
声優：大川透　
葵の愛犬で、かなりの老犬。真一の事を覚えていてなつくが、当の真一からは幼少体験のトラウマから恐れられている。

## 内容
ストーリーやキャラクターに設定構成がエルフの『同級生』のシリーズに類似しており、そういった要素が随所に見られる。
ヒロイン葵役の三五美奈子が、この後に『下級生』のヒロインの一人である南里愛役を担当し（なお、真実役の西原久美子も、下級生ではティナ役を担当している）、主人公役の上田裕司と下級生のCDドラマ『エルフ版 下級生 Radio Avenue』で、本作で共演した事を思い出として述べている。

## アニメ
1. Etude 1.「隣りの転校生」（1996年3月8日発売）
2. Etude 2.「白衣のゆ・う・わ・く」（5月24日発売）
3. Etude 3.「ドキドキ個人教授」（8月23日発売）
4. Last Etude「Cristmas Memory」（1997年1月24日発売）

### スタッフ
- 脚本：富井恒
- 監督：村木一真
- キャラクターデザイン：大貫健一
- 作画監督：永田正美
- 美術監督：脇威志
- シリーズアドバイザー：坂森明定

### 主題歌
エンディングテーマ「微笑みあなたに」
歌：三五美奈子（綾瀬葵 役）、作詞：大泊ひとみ、作曲：松本比呂、編曲：入木啓作